# Laura Breglia
Laura Breglia (Napoli, 5 febbraio 1912 – Roma, 2 giugno 2003) è stata una numismatica italiana, specialista nel campo della numismatica greca.

## Biografia
Laura Breglia ha insegnato Numismatica greca e romana all'Università Federico II di Napoli e alla "Sapienza" di Roma.
Ebbe un ruolo di rilievo negli studi di numismatica antica e nella Società Numismatica Italiana. Fu presidente dell'Istituto  italiano di numismatica dal 1962 al 1991. Nel 1954, sotto la sua direzione, ebbe inizio la pubblicazione periodica della rivista Annali dell'Istituto italiano di numismatica, in anni che segnano un nuovo fermento negli studi numismatici in Italia.
Nel 1961 fu direttrice del "Congresso internazionale di numismatica" tenutosi a Roma, in un clima che avrebbe segnato il rinnovamento della ricerca antichistica italiana. Di quel clima Laura Breglia, con la sua scuola, fu protagonista di primo piano: dopo l'edizione 1967 del congresso, tenutasi a Copenaghen, «[...] un nuovo corso sembra pervadere tutta la ricerca di antichistica in Italia, merito in parte di Bianchi Bandinelli e della sua scuola e per la Numismatica in particolare di Laura Breglia e dei suoi allievi...»

## Opere
- Catalogo delle oreficerie del Museo nazionale di Napoli, La Libreria dello Stato, Roma 1941
- La prima fase della coniazione romana dell'argento, P. e P. Santamaria, Roma, 1952
- Magna Grecia (collana Studi e materiali, Istituto italiano di numismatica, 1958;
- Numismatica antica: storia e metodologia, Feltrinelli, Milano, 1964[1967]
- Le antiche rotte del Mediterraneo documentate da monete e pesi (collana Studia Archaeologica),  L'Erma di Bretschneider, 1966
- L'arte romana nelle monete dell'età imperiale, Silvana, Milano 1968
  - Roman Imperial Coins- Their Art & Technique, introduction by Ranuccio Bianchi Bandinelli, Frederick A. Praeger, New York, 1968
- La numismatica, (tomo 5 della Enciclopedia classica diretta da Giovanni Battista Pighi, Carlo Del Grande, Paolo Emilio Arias), Torino, SEI